# Les Boules roses
Les Boules roses est une installation architecturale et artistique conçue par l'architecte paysagiste Claude Cormier. Suspendue de 2011 à 2016 au-dessus de la rue Sainte-Catherine Est dans l'arrondissement montréalais de Ville-Marie, précisément dans le Village gai de Montréal, l'installation est composée de plus de 170 000 boules roses de plastique entre la rue Saint-Hubert et l'avenue Papineau sur une distance d'un kilomètre. En 2017, l'installation subit un changement majeur : les boules roses sont remplacées par des boules aux couleurs du drapeau gai. Renommée 18 nuances de gai, cette installation est finalement retirée en 2019, suivant la volonté de son créateur.

## Description
De trois grosseurs différentes, les boules de plastique roses sont suspendues avec des fils tenseurs sur des poteaux de métal fixés de chaque côté de la rue. Claude Cormier et son équipe remportent plusieurs prix grâce à cette installation, notamment les Wan Awards et de l'Association des architectes paysagistes du Canada (en). 
Lorsque restaurée en 2017 pour faire place à 18 nuances de gai, plus de 180 000 boules de deux grosseurs différentes et arborant six couleurs déclinées en trois nuances sont utilisées, le tout formant un ruban chromatique d'un kilomètre.
L'installation est conçue à la demande de la Société de développement commercial du Village.

## Galerie

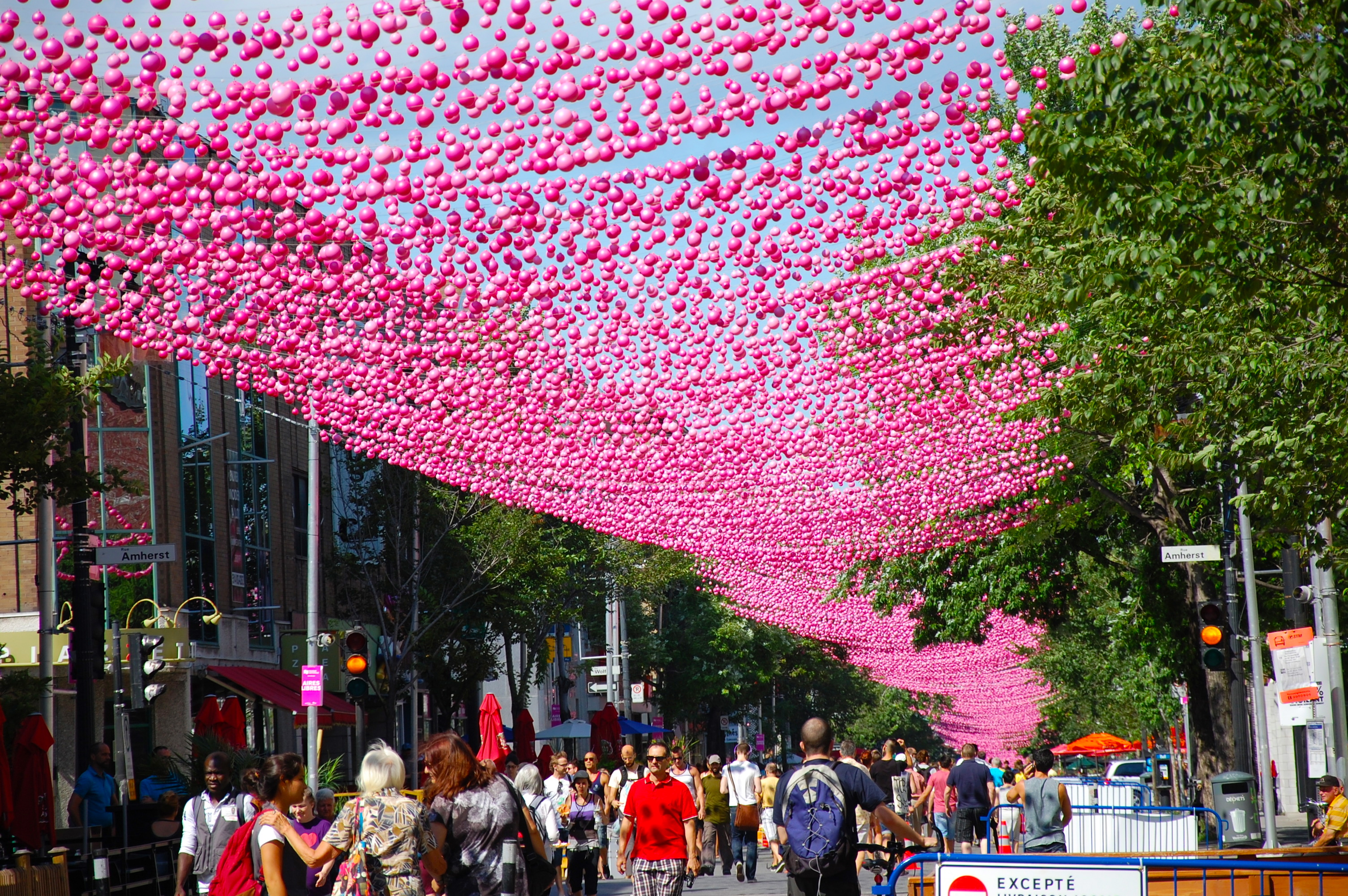
Les boules roses près de la rue Amherst en 2013.
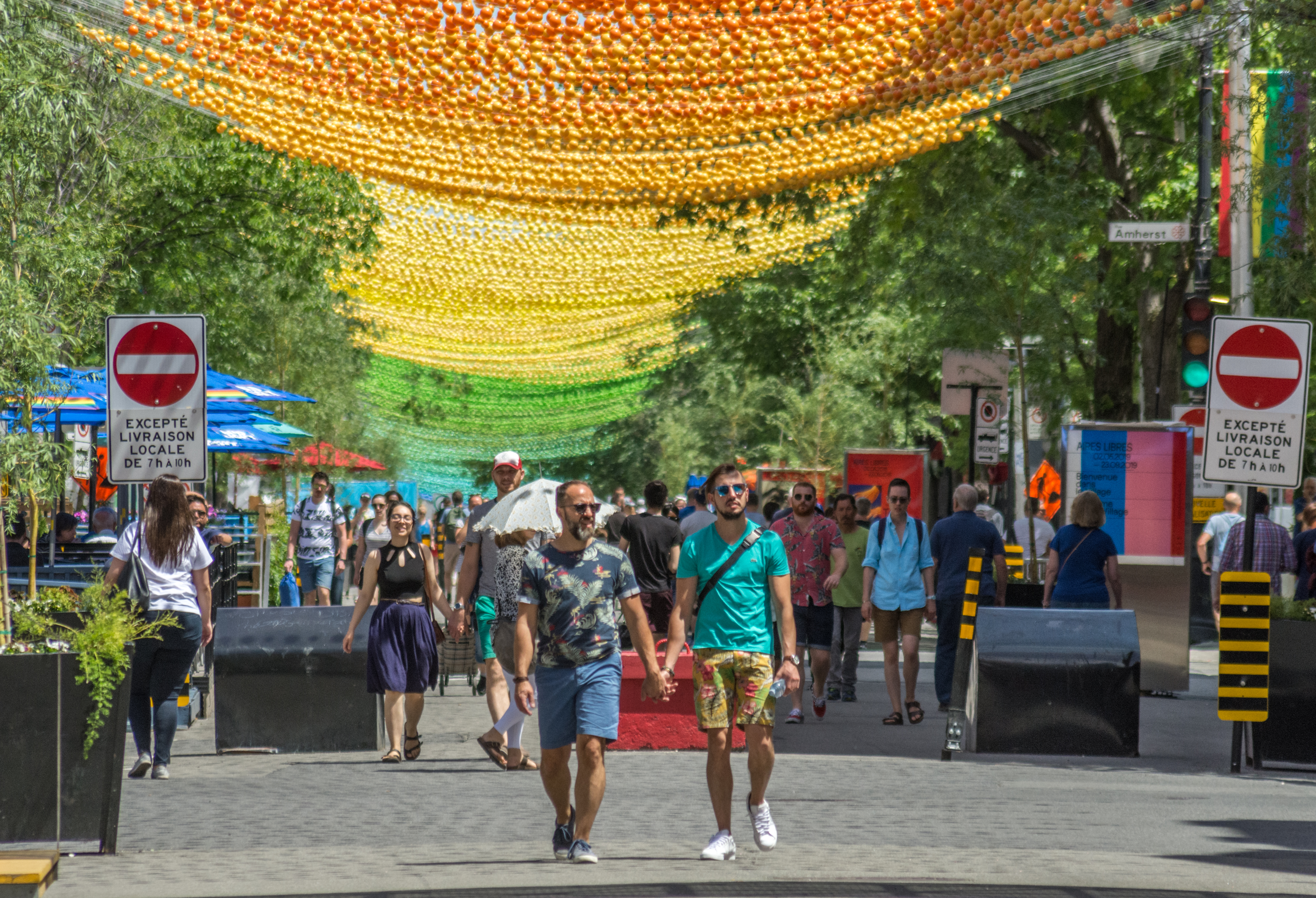
18 nuances de gai près de la rue Amherst en 2019.